# Гару
Гару (фр. Pierre Garand, нар. 26 червня 1972, Шербрук, Квебек, Канада) — франкоканадський співак та актор, широковідомий своєю роллю Квазімодо в оригінальній версії мюзиклу «Нотр-Дам де Парі».

## Біографія

### Ранні роки
П'єр Ґаран народився 26 червня 1972 року в канадському місті Шербрук, неподалік Квебека і Монреаля. Сценічне ім'я співак отримав від своїх друзів, які, помітивши його пристрасть до нічного життя, прозвали хлопця «Garou» (французьке слово «loup-garou» означає «перевертень»).
Коли П'єру було всього три роки, батьки подарували йому гітару. Через два роки він почав освоювати фортепіано, а потім орган. Спочатку П'єр був зразковим учнем Семінарії Шербрук, проте у 14 років щось у ньому змінилось. В 1987 Гару став гітаристом у групі однокласників, яка носила назву «The Windows and Doors» («Вікна і двері»), його перший виступ на сцені відбувся в шкільному залі.
Після закінчення навчання хлопець йде в канадську армію. У 1992 році, коли йому виповнилося 20 років, П'єр залишив армію і повернувся у Шербрук, де співав і грав на гітарі у барах. У 1993 році, щоб заробити хоч трохи грошей, П'єр береться за будь-яку роботу. В березні того ж року його подруга Ізабель Больдюк запросила Гару на концерт шансоньє Луїса Аларі. Під час перерви вона попрохала месьє Аларі дати мікрофон Гару і дозволити йому заспівати хоча б одну пісню. Господар бару був настільки вражений виступом Гару, що запропонував йому працювати у себе. До 1997 року Гару грає в модному закладі того часу під назвою «Liquor's Store de Sherbrooke». Його господар, Франсіс Делажу, запропонував влаштовувати так звані «неділі Гару», коли запрошені музиканти виступали на сцені разом з новоявленим артистом.
Влітку 1995 року, Гару створює R & B групу під назвою The Untouchables. Група мала успіх при кожному своєму виступі.

### Участь у Нотр-Дам де Парі
У 1997 році Люк Пламондон, творець лібрето оригінальної французької версії мюзиклу Нотр-Дам де Парі («Notre-Dame de Paris»), зауважив артиста і зрозумів, що знайшов свого Квазімодо. Під час прослуховування Люк Пламондон і композитор Ріккардо Коччанте, пропонують йому виконати деякі арії з мюзиклу — знамениту «Belle» і «Dieu que le monde est injuste», наступного дня вони повідомили Гару, що він буде Квазімодо.
Протягом двох років Гару блискуче грає Квазімодо в «Notre-Dame de Paris», переїжджаючи з Монреаля в Париж, з Лондона до Брюсселя … У 1999 році він отримує кілька престижних премій, в тому числі і «World Music Award» за пісню «Belle», яка протрималася на першому місці французьких чартів протягом 33 тижнів і була визнана найкращою піснею п'ятдесятиріччя. Після великого успіху «Notre-Dame de Paris» вже відомий широкій публіці артист Гару отримує величезну кількість різних пропозицій і стає по-справжньому відомим.

### 1998—2012
У 1998 році він бере участь у записі альбому «Ensemble contre le sida» («Разом проти СНІДу»), а також співає пісню «L'amour existe encore» («Любов ще існує»), написану Пламондон і Коччанте для Селін Діон, в дуеті з виконавицею ролі Есмеральди Елен Сеґара.
У грудні, 1999 Селін Діон запрошує Гару, Браян Адамса, артистів, які брали участь у постановці «Notre-Dame-De-Paris», попрацювати на її Новорічному мегаконцерті, щоб зустріти нове тисячоліття. Концерт був останнім перед оголошеної Селін дворічної паузи. Після репетиції, Селін і її чоловік Рене запросили Гару на обід і запропонували йому працювати з командою Селін.
Сольна кар'єра Гару стала розвиватися досить непогано. Його перший альбом «Seul» розійшовся тиражем більше 2 мільйонів екземплярів. У 2001 році він дав більше вісімдесяти концертів, а його альбом «Seul … avec vous» став платиновим у Франції та золотим у Квебеку.
У березні 2002 року Гару дав концерт на паризькому стадіоні «Берсі».
Творча і концертна діяльність Гару стали стрімко розвиватися. З перервами в три роки він випускає ще два франкомовних альбоми. У 2003 році це «Reviens», а в 2006 — альбом «Garou».
У травні 2008 року Гару представляє публіці свій новий, але вже англомовний альбом «Piece of my soul». Гастрольна діяльність в підтримку цього альбому продовжиться і в 2009 році. Так само 2008 рік для Гару ознаменувався зйомками в художньому фільмі L'amour aller retour, де він дебютував як актор, якщо не вважати його досвід участі у різних серіалах («Phénomania», «Annie et ses hommes»).
У 2009 Гару випускає альбом каверів «Gentleman cambrioleur»; в 2010 — «Version Intégrale»; 12 лютого 2010 Гару виступив на відкритті зимових Олімпійських ігор 2010 року у Ванкувері з піснею «Un peu plus haut, un peu plus loin».
У 2011 виступає в ролі чарівника Зарка у цирковому шоу «Zarkana» Cirque du Soleil в Radio City Music Hall у Нью-Йорк.
У 2012 році він був тренером на шоу The Voice: la plus belle voix. Також 24 вересня 2012 Гару випустив новий альбом Rhythm and blues.

## Особисте життя
Не одружений, має доньку Emelie від колишньої подруги Ульріки.

## Дискографія

### Альбоми
- Seul (2000)
- Reviens (2003)
- Garou (2006)
- Piece of My Soul (2008)
- Gentleman cambrioleur (2009)
- Version intégrale (2010)
- Rhythm and Blues (2012)
- Au milieu de ma vie (2013)
- It's Magic (2014)

### DVD
- 2000 : Notre-Dame de Paris
- 2002 : Live à Bercy
- 2005 : Routes